# Hoffmannia modesta
Hoffmannia modesta är en måreväxtart som beskrevs av Friedrich Ludwig Diels. Hoffmannia modesta ingår i släktet Hoffmannia och familjen måreväxter. IUCN kategoriserar arten globalt som otillräckligt studerad.
Artens utbredningsområde är Ecuador. Inga underarter finns listade i Catalogue of Life.